# Valencia del Ventoso
Valencia del Ventoso es un municipio español, perteneciente a la provincia de Badajoz (comunidad autónoma de Extremadura).

## Situación
Se localiza en el borde meridional del ámbito zafrense, ya en plenas estribaciones de las sierras del sur, sobre un terreno cubierto de dehesa y monte bajo, de destacada hermosura natural. Perteneció a la Orden de Santiago con categoría de Encomienda. Pertenece a la comarca de Zafra - Río Bodión y al partido judicial de Zafra.

## Geografía urbana
El núcleo ocupa un asentamiento en suave pendiente, configurando una estructura radiocéntrica en la que el caserío adopta forma de abanico, con las calles principales proyectándose en distintas direcciones a partir del foco que ocupa la iglesia parroquial. Otras construcciones surgieron posteriormente sobre el lado contrario de esta trama primitiva, hasta conectar con el palacio-castillo que aparece en el extremo opuesto.

## Historia
En la cuenca del río Ardila se encuentran los Menhires de la cuenca del Ardila, declarados Bien de Interés Cultural con la categoría de zona arqueológica.
Según la tradición, la población se asentó originariamente en lugar distinto, sobre el paraje denominado "El Cañuelo" y otros próximos regados por el arroyo Ventoso, Se denominó antiguamente Valencia del Barrial. Más tarde, el poblado cambió su emplazamiento al sitio actual, para evitar las inundaciones del arroyo y lo insano del lugar, adoptando el nombre presente.
A la caída del Antiguo Régimen la localidad, entonces conocida como Valencia de Ventosa se constituye en municipio constitucional, integrada en la recién creada provincia de Badajoz. Desde 1834 quedó integrado en el partido judicial de Fuente de Cantos. En el censo de 1842 contaba con 700 hogares y 3100 vecinos. A finales del siglo XIX el ferrocarril llegó a la zona con la inauguración, en 1889, de la línea Zafra-Huelva. El trazado contaba con una estación propia en el municipio, lo que mejoró sensiblemente las comunicaciones de Valencia del Ventoso.

## Cultura

### Patrimonio material
- Iglesia parroquial católica bajo la advocación de Nuestra Señora de la Esperanza, en la archidiócesis de Mérida-Badajoz.[5]
- castillo de Valencia del Ventoso
- Castillo de Cañaveral

### Patrimonio inmaterial
- San Blas. El día 3 de febrero se celebran las fiestas en honor al patrón del pueblo, San Blas, mártir cristiano al que se atribuye el milagro de curar los males de garganta, tras curar milagrosamente a un niño al que se le había atravesado una espina de pescado en la garganta. Este día se celebra una solemne misa en honor al santo, el cual se saca en procesión para culminar con la bendición de las roscas, el romero y los cordones de San Blas, bajo la creencia de que curan los males de garganta. Las roscas elaboradas con pan y matalauva se preparan de manera artesanal, al igual que los tradicionales cordones de San Blas, elaborados con hilos de seda. Esta es una celebración muy arraigada en la localidad teniéndose constancia de su celebración desde el siglo XVII.
- La Romería de San Isidro se celebra el día 15 de mayo en el recinto de la ermita de la Virgen del Valle, donde se instalan casetas y se desarrollan diversas actuaciones, actividades y concursos durante varios días. Esta romería comienza el sábado anterior al 15 de mayo con el Camino. Tras la celebración de una misa al aire libre, se parte en peregrinación a pie, a caballo, en carros o tractores siguiendo el estandarte de San Isidro hasta la ermita. En la mitad del camino se hace una parada en un paraje llamado el Cañuelo, donde se comparte comida en un ambiente festivo.
- Feria Gastronómica del Garbanzo. Comienza con "La Garbanzá" un concurso que se viene celebrando desde 1988, en agosto, un domingo por la mañana en el recinto del parque y piscina municipal, para probar los primeros garbanzos que se cosechan por estas fechas, en el intervienen diversas peñas o agrupaciones locales o de otros municipios, con un mínimo de 8 personas, la organización entrega a todos los participantes, los garbanzos remojados, leña o carbón. Cuando un Jurado los prueba, valora y entrega los premios, comienza la degustación gratuita entre los asistentes. Durante la mañana se celebra varias actividades lúdicas recreativas. Los garbanzos de Valencia del Ventoso son los mejores del mundo eran muy apreciados y los únicos que se consumían en la corte de los reyes Carlos III y Luis XIV y los monjes de Jerez de los Caballeros tenían por costumbre pedir como limosna los garbanzos mágicos de Valencia del Ventoso."La Garbanzá" da paso a la Feria Gastronómica durante la semana siguiente, con diversas actividades, talleres, cursos, desfile de Gigantes y Cabezudos, música, verbena popular, baile flamenco.
- Fiesta del Emigrante de la Virgen de Agosto. Los días 14 y 15 de agosto se celebra la Fiesta del Emigrante o Fiestas de la Virgen de Agosto. Dicha celebración da comienzo el día 14 por la tarde con el tradicional pasacalles de gigantes y cabezudos, acompañado por la banda de cornetas y tambores.Verbena Popular con música, el concurso del baile de la vela y entrega del galardón al emigrante más popular.
- Feria Medieval. Se celebra a finales de agosto en un entorno privilegiado como es su castillo-palacio y la plaza de la Fuente de Abajo.Todos los días hay mercado medieval con productos artesanales típicos de la época, animación callejera, espectáculos de fuego, pasacalles, exposición de rapaces, recreaciones históricas, talleres.La fiesta tiene la evocación histórica de la llegada a finales de agosto de 1508, del Señor Comendador a la casa del Ventoso, el invencible  Gran Capitán y su séquito, al Castillo Palacio unido a la Casa del Ventoso de la Orden del Temple y la Encomienda de Valencia del Ventoso de la Orden de Santiago que tiene lugar un domingo al mediodía en la puerta del castillo y en la plaza de España. La tradición medieval de la salida del diablo por San Bartolomé se recuerda el domingo por la noche, será cuando el personaje saldrá desde el Castillo armado con su escoba y dispuesto a hacer diabluras entre el público. Se recuerda con ello la leyenda que mantiene que el diablo andaba suelto en las noches de agosto y es San Bartolomé el encargado de dominarlo.
- Fiestas de Ntra. Sra. del Valle. Del 11 al 14 de septiembre se celebra la virgen del Valle, patrona de Valencia del Ventoso. Los primeros datos se fechan a mediados del siglo XVII. Los actos se inician con el traslado de la imagen desde la ermita hasta la parroquia el 15 de agosto. El día 12 de septiembre es el más importante. Tras una misa solemne en su honor y se procesiona por las calles del pueblo. Al finalizar las fiestas patronales se traslada de nuevo la imagen a su emplazamiento habitual: la ermita de la virgen. Durante estos días se realiza una gran variedad de actuaciones: capeas, quema de fuegos artificiales, espectáculos musicales, etc.
- Fiesta de Las Candelas. Se celebra el día de Nochebuena. Al anochecer se encienden hogueras de gran tamaño en puntos estratégicos de la localidad. La gente se reúne en torno a ellas para bailar y cantar villancicos.
- Construcción de cerca de 200 bujardas o chozos extremeños, cuya técnica constructiva, la piedra seca, fue declarada Patrimonio Cultural Inmaterial de la Humanidad por la Unesco.[6][7]

## Administración y política
En la siguiente tabla se muestran los votos en las elecciones municipales de Valencia del Ventoso, con el número de concejales entre paréntesis, desde las primeras elecciones municipales democráticas:
| Año  | Populares           | Socialistas    | Centro          | Otros                     |
| ---- | ------------------- | -------------- | --------------- | ------------------------- |
| 1979 | -                   | PSOE: 421 (3)  | 'UCD': 1249 (8) | -                         |
| 1983 | AP-PDP-UL: 1024 (7) | PSOE: 587 (4)  | -               | -                         |
| 1987 | -                   | PSOE: 863 (6)  | -               | 'Independientes': 757 (5) |
| 1991 | PP: 637 (4)         | PSOE: 853 (6)  | -               | 'Independientes': 252 (1) |
| 1995 | PP: 669 (5)         | PSOE: 919 (6)  | -               | -                         |
| 1999 | PP: 779 (5)         | PSOE: 781 (6)  | -               | IU-CE: 95 (0)             |
| 2003 | PP: 813 (6)         | PSOE: 792 (5)  | -               | -                         |
| 2007 | PP-EU: 481 (3)      | PSOE: 1068 (8) | -               | -                         |
| 2011 | PP: 506 (4)         | PSOE: 926 (7)  | -               | -                         |
| 2015 | PP: 549 (5)         | PSOE: 718 (6)  | -               | -                         |
| 2019 | PP: 435 (4)         | PSOE: 812 (7)  | -               | -                         |
| 2023 | PP: 576 (4)         | PSOE: 625 (5)  | -               | -                         |

| Periodo   | Nombre                         | Partido |
| --------- | ------------------------------ | ------- |
| 1979-1983 | Germán Mateo de Porras Delgado | UCD     |
| 1983-1987 | Germán Mateo de Porras Delgado | AP      |
| 1987-1991 | Gerardo García Fernández       | PSOE    |
| 1991-1995 | Gerardo García Fernández       | PSOE    |
| 1995-1999 | Gerardo García Fernández       | PSOE    |
| 1999-2003 | Gerardo García Fernández       | PSOE    |
| 2003-2007 | Inocente Costo Burrero         | PP      |
| 2007-2011 | Lorenzo Suárez González        | PSOE    |
| 2011-2015 | Lorenzo Suárez González        | PSOE    |
| 2015-2019 | Lorenzo Suárez González        | PSOE    |
| 2019-2023 | María Concepción López López   | PSOE    |
| 2023-act. | María Concepción López López   | PSOE    |

## Demografía
Valencia del Ventoso cuenta con una población de 1885 habitantes (INE 2024).
| Gráfica de evolución demográfica de Valencia del Ventoso entre 1842 y 2021                                                                                                  |
| |
| Población de derecho según los censos de población del INE. Población de hecho según los censos de población del INE.En este censo se denominaba Valencia de Ventosa: 1842. |

Los datos actualizados están tomados y se pueden consultar del IEEX (Instituto de Estadísticas Extremeño).
Número de habitantes desde el siglo XIX y hasta 2020.
| 3,680                     | 3,884 | 4,697 | 6,016 | 5,941 | 5,787 | 5,292 | 3,605 | 2,882 | 2,531 | 2,298 | 2,154 | 2,035 | 2,008 | 1,973 | 1,960 | 1931 |
| (Fuente: INE [Consultar]) |       |       |       |       |       |       |       |       |       |       |       |       |       |       |       |      |

## Valencianos ilustres
- Enrique Díaz Indiano, actor.
- Ezequiel Fernández, el Cura de los Santos.
- Aniceto Delgado Rodríguez, administrador del marqués de Solanda.